# 罗伯特·赫尔曼·尚伯克
罗伯特·赫尔曼·尚伯克爵士（英語：Sir Robert Hermann Schomburgk；1804年6月5日—1865年3月11日）为英国探险家及植物学家。